# Саммит ШОС в Астане (2005)
Астанинский саммит Шанхайской организации сотрудничества—2005 (каз. Шанхай ынтымақтастық ұйымының Астана саммиті—2005, кит. упр. 2005年上海合作组织阿斯塔纳峰会, англ. Astana Summit of the Shanghai Cooperation Organization—2005) — ежегодное заседание Совета глав государств — членов организации, которое прошло в 5-й раз 5 июля 2005 года в столице Казахстана.

## Участники

### Главы государств и делегаций
Страна-хозяйка и лидер выделены жирным шрифтом. Главы остальных государств — членов и государств — наблюдателей организации указаны в алфавитном порядке русского языка.
- Казахстан — президент Нурсултан Назарбаев (председатель)
- Индия — министр иностранных дел Натвар Сингх
- Иран — первый заместитель президента Мохаммад-Реза Ареф
- Китай — председатель Ху Цзиньтао[1]
- Кыргызстан — и. о. президента, премьер-министр Курманбек Бакиев
- Монголия — президент Намбарын Энхбаяр
- Пакистан — премьер-министр Шаукат Азиз
- Россия — президент Владимир Путин
- Таджикистан — президент Эмомали Рахмон
- Узбекистан — президент Ислам Каримов

### Руководители постоянно действующих органов ШОС
- исполнительный секретарь Чжан Дэгуан
- директор Исполнительного комитета Региональной антитеррористической структуры Вячеслав Касымов

## Повестка дня
Повестка дня саммита включала широкий спектр вопросов, касающихся взаимодействия между государствами – членами ШОС в рамках организации. Центральными темами были укрепление сотрудничества в области безопасности, экономическое взаимодействие и развитие, а также сотрудничество в гуманитарных сферах.
Особое внимание на саммите уделялось вопросу борьбы с терроризмом и экстремизмом, а также обеспечению стабильности в Афганистане.

## Результаты
По итогам саммита подписано немало важных документов, в том числе Астанинская декларация глав государств — членов ШОС, которая зафиксировала дальнейшую консолидацию усилий и укрепление координации, а также Концепция сотрудничества государств – членов организации в борьбе с терроризмом, сепаратизмом и экстремизмом.
Также утверждено Положение о постоянных представителях государств — членов ШОС при Региональной антитеррористической структуре (РАТС).
Индия, Иран и Пакистан получили статус государств — наблюдателей при Шанхайской организации сотрудничества.
В целом, саммит—2005 стал важной вехой в истории ШОС, демонстрируя решимость государств — членов объединения работать совместно в различных сферах, от безопасности до экономики.
Председательство в организации на период 2005—2006 гг. перешло к Китаю.